# Enow Juvette Tabot
Enow Juvette Tabot (Tiko, 8 giugno 1989) è un ex calciatore camerunese, di ruolo centrocampista.

## Carriera

### Club
Dopo aver trascorso alcuni anni in patria nel Tiko United, si trasferisce nel 2009 all'Interblock Ljubljana e ha fatto il suo esordio in prima squadra il 18 luglio grazie all'allenatore Igor Benedejčič.

### Nazionale
Nel 2009 ha partecipato al campionato mondiale di calcio Under-20 svoltosi in Egitto.

## Palmarès

### Club

#### Competizioni nazionali
- Campionato camerunese: 1

Tiko Utd: 2008-2009